# Oskar Gimnig

Oskar Gimnig

Oskar Gimnig (* 7. Dezember 1857 in Königsberg (Preußen); † 23. Januar 1920 in Wien; eigentlich Oskar Treusch von Buttlar-Brandenfels) war ein deutscher Schauspieler.

## Leben
Gimnig war ursprünglich für den Marinedienst vorgesehen und machte eine längere Seereise nach Absolvierung der nautischen Schule. Ihn zog es jedoch zur Bühne und er ließ sich von Franz Deutschinger ausbilden. Sein Debüt gab er in Oldenburg als „Joachim Nüßler“ in Onkel Bräsig. 
Danach folgten einige Jahre bei verschiedenen Wanderbühnen. Fest engagiert war er danach in Berlin, Koblenz, Budapest und Salzburg. 1885 kam er nach Wien, wo er zunächst am Carltheater spielte und ab 1892 Mitglied des Hofburgtheaters war. Gimnig spielte vor allem humoristische Rollen. 1898 wurde er zum wirklichen Hofschauspieler ernannt.
1959 wurde die Gimniggasse in Wien-Favoriten nach ihm benannt.